# István Sárközi
István Sárközi, född 21 oktober 1947 i Jászberény, död 31 januari 1992, var en ungersk fotbollsspelare.
Sárközi blev olympisk guldmedaljör i fotboll vid sommarspelen 1968 i Mexico City.